# عين سينيا
عين سينيا قرية فلسطينية تقع إلى الشمال من محافظة رام الله والبيرة بحوالي 10 كم، وترتفع 759 م عن سطح البحر، وهي من القرى التي وقعت تحت الاحتلال الإسرائيلي بعد حرب 1967.

## التسمية
وتعود كلمة سينيا إلى تحريف كلمة سين بمعنى القمر، وقد أطلق عليها الفرنجة اسم عين سينس.

## التاريخ

### العصور القديمة
تم العثور على العديد من المقابر المنحوتة في الصخور حول القرية.
حيث قام كليرمون-غانو بتحديد عين سينيا على أنها تتطابق مع يشانة التوراتية وإيسانا المذكورة عند يوسيفوس، لكن المؤرخين المعاصرين يرجحون أن هذه المواقع تقع في خربة البرن. في عام 1872، تم اكتشاف قبر منحوت في الصخر يحمل نقشًا عبريًا في القرية، وتمكن كليرمون-غانو لاحقًا من فك جزء منه، حيث يبدأ بـ: "حننيا بن أليعازر بن...".
عادةً ما يتم تحديد موقع عين سينيا على أنه قرية "أينسيس" الصليبية، والتي كانت واحدة من 21 قرية منحها الملك جودفري كإقطاعية لرجال الدين في كنيسة القيامة. ومع ذلك، كتب سي. إن. جونز في عام 1939 أن "أينسيس" كانت تقع بالقرب من تل بيت شيمش.
كتب كلود رينييه كوندر وهربرت كيتشنر في عام 1882 أن هناك ما يبدو أنه حصن صليبي صغير في الموقع، لكن لم يتم تأكيد ذلك من قبل مصادر لاحقة. بالإضافة إلى ذلك، أشار كوندر وكيتشنر إلى القبر ذي النقش العبري الذي تم اكتشافه هناك، وكذلك بوابة مزخرفة اعتقدا أنها من أصل عربي مسيحي.

### العهد العثماني
خلال حكم الدولة العثمانية لفلسطين (من القرن السادس عشر إلى القرن التاسع عشر)، كانت عين سينيا تقع ضمن مشيخة بني زيد، في سنجق القدس. في عام 1556، كانت أصغر قرية في المشيخة، حيث كان عدد الأسر فيها أقل من عشر أسر. وقد تم العثور على شقف فخار تعود إلى الفترة العثمانية المبكرة.
في الإحصاء العثماني لعام 1596، كانت عين سينيا جزءًا من ناحية القدس، التي كانت تتبع إدارياً لسنجق القدس. بلغ عدد سكان القرية 12 أسرة، جميعهم من المسلمين، وكانوا يدفعون الضرائب على القمح والشعير والزيتون والكروم وأشجار الفاكهة والإيرادات العرضية وخلايا النحل والماعز، بإجمالي 4,300 آقجة.
قبل ثورة الفلاحين عام 1834، كانت عين سينيا تابعة لقبيلة بني مرة. وبعد الثورة، تم تعيين الشيوخ من قبل إبراهيم باشا. في عام 1838، وجد عالم الكتاب المقدس إدوارد روبنسون أن القرية محاطة بالكروم وأشجار الفاكهة، بالإضافة إلى حدائق الخضروات التي كانت تُروى من بئر ماء. كما أُشير إلى أن القرية كانت مسلمة، وتقع في منطقة بني مرة، شمال القدس.
في عام 1870، زار المستكشف الفرنسي فيكتور غيران القرية، ووجد أن عدد سكانها بلغ مئتي نسمة. وفي نفس العام تقريبًا، وجد سوسين من خلال قائمة رسمية للقرى العثمانية أن عين سينيا تضم 57 منزلًا وبلغ عدد سكانها 218 نسمة، مع ملاحظة أن هذا التعداد كان للرجال فقط. وفي عام 1882، وصفت "مسح فلسطين الغربية" التابعة لصندوق استكشاف فلسطين (PEF) عين سينيا بأنها قرية صغيرة ولكنها ذات "أصل قديم لا شك فيه". وفي أوائل القرن العشرين، كانت عين سينيا "فعليًا" ملكًا لأحد الأثرياء العرب من القدس، الذي أثّر على السلطات لبناء طريق لعربات الخيول بجانب القرية لصالح سكانها. في عام 1907، كان جميع سكان القرية من المسلمين، وتميزت بزراعة أشجار التوت والجوز بكثرة، على عكس القرى العربية المجاورة التي كانت تزرع الزيتون والتين.
وعاش موشيه شاريت، الذي أصبح لاحقًا رئيس وزراء إسرائيل، في عين سينيا لمدة عامين بين 1906 و1908، بعد هجرة عائلته من أوكرانيا. خلال هذه الفترة، كان والده وعمّاه يديرون مزرعة تضمنت معصرة زيت زيتون وطاحونة دقيق.

### حقبة الانتداب البريطاني
في تعداد فلسطين لعام 1922، الذي أجرته سلطات الانتداب البريطاني، بلغ عدد سكان عين سِنيا 114 نسمة، جميعهم من المسلمين. وارتفع هذا العدد في تعداد عام 1931 إلى 288 نسمة، يقطنون في 59 منزلًا مأهولًا. وكان من بين السكان 15 مسيحيًا، بينما كان الباقون من المسلمين. أما في إحصاءات عام 1945، فقد بلغ عدد سكان عين سِنيا 330 نسمة، منهم 310 مسلمين و20 مسيحيًا. وبلغت مساحة أراضي القرية الإجمالية 2,724 دونمًا، كانت أغلبها مملوكة للعرب. أما المساحة المبنية من القرية فبلغت 21 دونمًا. في حين أن الأراضي المزروعة بلغت 2,404 دونمات. حيث خُصص 1,856 دونمًا للزراعة المروية والأشجار المثمرة، بينما استُخدمت 548 دونمًا لزراعة الحبوب.

### الحقبة الأردنية
في أعقاب حرب 1948 العربية-الإسرائيلية، وبعد توقيع اتفاقيات الهدنة عام 1949، أصبحت عين سِنيا تحت الحكم الأردني. وقد أظهر التعداد الأردني لعام 1961 أن عدد سكان القرية بلغ 431 نسمة.

### ما بعد عام 1967
منذ حرب الأيام الستة عام 1967، أصبحت عين سِنيا تحت الاحتلال الإسرائيلي. وبموجب اتفاقيات عام 1995، تم تصنيف 2,578 دونمًا من أراضي القرية ضمن" المنطقة ب"، بينما تم تصنيف 618 دونمًا ضمن "المنطقة ج".
وخلال الحرب، فرَّ الكثير من السكان، ولم تستعد القرية عدد سكانها الذي كان في عام 1945 (333 نسمة) إلا بحلول عام 1982. ثم ارتفع العدد إلى 482 نسمة عام 1987. وفي التعداد الذي أجراه الجهاز المركزي للإحصاء الفلسطيني (PCBS) بعد عقد من الزمن، وصل العدد إلى 533 نسمة. وكان السبب الرئيسي لزيادة عدد السكان في عين سِنيا، التي كانت شبه خالية بعد حرب 1967، هو تدفق اللاجئين الفلسطينيين، الذين شكَّلوا بحلول عام 1997 أكثر من نصف السكان (52.3%). وبحسب الجهاز المركزي للإحصاء الفلسطيني، بلغ عدد سكان عين سِنيا 702 نسمة في عام 2004، وارتفع إلى 753 نسمة في منتصف عام 2006. وفي تعداد عام 2007، بلغ عدد السكان 711 نسمة. وبحلول عام 2017، ارتفع العدد إلى 925 نسمة.

## الموقع والمساحة
تبلغ مساحة أراضيها 2791 دونماً.تقع قرية عين سينيا إلى الشمال من مدينة رام الله على بعد 9 كم على خط إحداثي محلي شمالي 152.20م و إحداثي محلي شرقي 170.30م1 وترتفع 750متراً عن سطح البحر. وتبعد عن مدينة نابلس نحو 40كم، وعن مدينة القدس نحو 23كم ،وبحكم موقعها المتوسط بين القرى المحيطة وخصوبة تربتها فهي تغذي المدينة بالخضار و البقوليات والفواكه بمختلف أنواعها وكذلك الزيتون والزيت وغيرها من المزروعات.تتمتع عين سينيا بموقع مهم على ملتقى طرق رئيسة مهمة تصل مدينة القدس جنوباً بنابلس والجليل شمالاً ،ومدينة أريحا شرقاً والساحل الفلسطيني غرباً وهذان الطريقان جزء من طرق التجارة القديمة التي ربطت فلسطين قديماً بمحيطها الخارجي وخاصة سوريا ومصر.

## الحدود
حد قرية عين سينيا من الشمال بلدتا عطارة وسلواد وبيرزيت ،و من الجنوب قريتا جفنا ودورا القرع، ومن الشرق قريتي يبرود وعين يبرود، ومن الغرب قرية جفنا وبلدة بيرزيت.

## المعالم
تعتبر القرية ذات موقع أثري، يحتوي على مدافن منقورة في الصخر، كما يوجد في شمالها خربة شطا تضم جدران وأساسات ومدافن منقورة في الصخر.

## شخصيات بارزة
- لمى عبد المطلب ذيب خاطر